# SIMULIA
SIMULIA est une ligne de produits de simulation informatique de Dassault Systèmes. Elle intègre notamment de la simulation mécanique, électromagnétique et de mécanique des fluides.
La marque Simulia est créée en 2005, à partir de CATIA analysis (le module simulation de CATIA) et du rachat de l'entreprise américaine ABAQUS.

## Rachats
Après Abaqus, plusieurs rachats ont développé le portefeuille de solutions :
En 2008 :
- Engineous (gestion du processus de simulation)

En 2016 :
- CST (électromagnétique)
- XFlow (mécanique des fluides)
- Wave6 (vibro-acoustique)

En 2017 :
- Exa Corporation (mécanique des fluides)

En 2018 :
- Opera simulation software (électromagnétique)